# Заленже-Понікевка
Заленже-Понікевка (пол. Załęże-Ponikiewka) — село в Польщі, у гміні Млинаже Маковського повіту Мазовецького воєводства.
Населення — 48 осіб (2011).
У 1975-1998 роках село належало до Остроленцького воєводства.

## Демографія
Демографічна структура станом на 31 березня 2011 року:
|          | Загалом | Допрацездатний вік | Працездатний вік | Постпрацездатний вік |
| -------- | ------- | ------------------ | ---------------- | -------------------- |
| Чоловіки | 29      | 9                  | 16               | 4                    |
| Жінки    | 19      | 3                  | 7                | 9                    |
| Разом    | 48      | 12                 | 23               | 13                   |